# ケントゥリオ

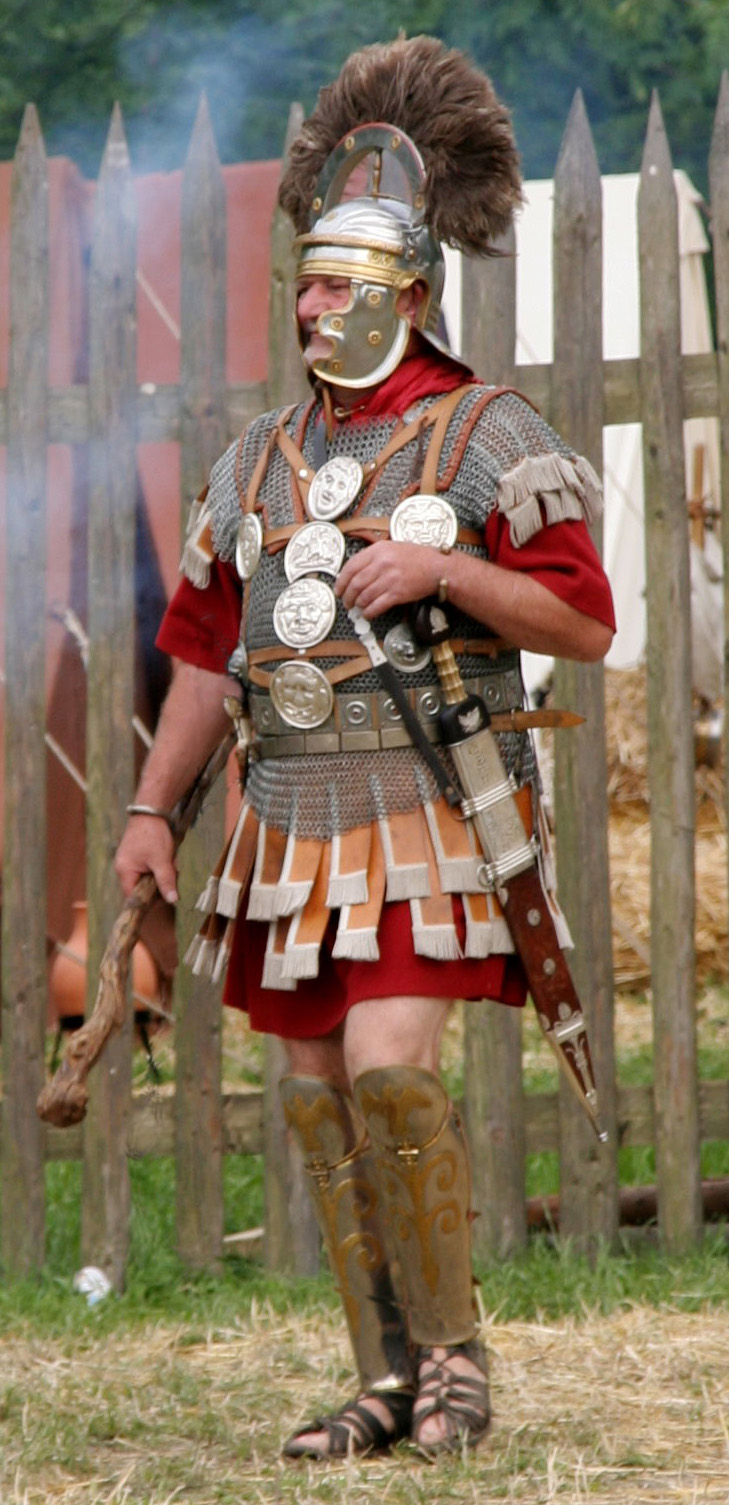
帝政初期のケントゥリオ（西暦70年頃）の再演

ケントゥリオ（ラテン語: centurio）とは、古代ローマ軍の基幹戦闘単位であるケントゥリア（百人隊）の指揮官のことである。日本語では一般的に「百人隊長」「百卒長」と訳される。
兵の指揮統制をはじめ非戦闘時における隊の管理など、軍の中核を担う極めて重要な役割を果たし「ローマ軍団の背骨」と称えられた。このため、ケントゥリオは市民社会からも大きな敬意をもって遇される名誉ある地位であった。

## 権限と責任
定員100名のケントゥリアを指揮・管轄した。ただし、ケントゥリアの実際の人員は時代・戦況によって異なり、80名以下の時もあれば100名を越す場合もあった。ケントゥリオはローマ軍団内でも序列があり、経験を積むことによって格付けは上がっていった。そして最終的には6個ケントゥリアを統括するコホルスの指揮を執った。ケントゥリアの筆頭はプリムス・ピルスと呼ばれ、指揮することが名誉とされる「第１コホルス」の指揮官となった。このようにケントゥリオは新米ケントゥリオからプリムス・ピルスまでとなるので、現在の軍隊組織で比較すると尉官から佐官までの広範囲に相当する。通常のケントゥリオが中尉・少尉に相当し、プリムス・ピルスは中佐・少佐に相当する。
行進の際の騎馬での移動が許され、上官からの許可が得られれば公式に結婚することも可能で、駐屯地で家族と住むことも許された。しかしながら直接敵と戦闘を行う部隊の陣頭指揮を担当するケントゥリオは戦場での死亡率もまた非常に高かった。
また戦闘の指揮だけでなく非戦闘時における軍団兵の訓練についてもケントゥリオの指導のもと行われた。訓練内容は厳しく、規律を乱すと非情な罰則－その中には処刑も含む－がなされた。しかしながらこの訓練によりケントゥリア内の規律が保たれ、しばしばローマ軍が戦場で優勢な軍勢を打ち破ることを可能にした。軍団兵の懲罰だけでなく褒章も彼らケントゥリオの権限で行われた。
数あるケントゥリオの序列の中で上位にあるケントゥリオが下位にあるケントゥリオを罰することも可能であった。例えば新兵訓練に失敗する、歩哨任務中の部下が居眠りするなどがそれにあたり、その際の処置は違反の度合いによっては、ケントゥリオが軍団兵を死刑にできるのと同様、上位のケントゥリオは違反した下位のケントゥリオを死刑とすることも許された。

## 軍装
ケントゥリオの軍装は通常の軍団兵のものとは異なり際立っている。甲冑は勲章で飾られ常に磨かれ、剣は左脇に、そして足にはすねあてを装着した。ケントゥリオの兜は独特な羽飾りがついており、敵からも味方からも戦列でその存在は一際目立った。また軍団兵がロリカ・セグメンタタを着用しつつあった帝政においてもケントゥリオはロリカ・ハマタを着用し続け、指揮の時には指揮棒を持った。
甲冑を着用していない時は、身分の印として一般の軍団兵は右前であったのに対し、腰のベルトにつけたプギオ（短剣）を左前に帯剣することになっていた。　

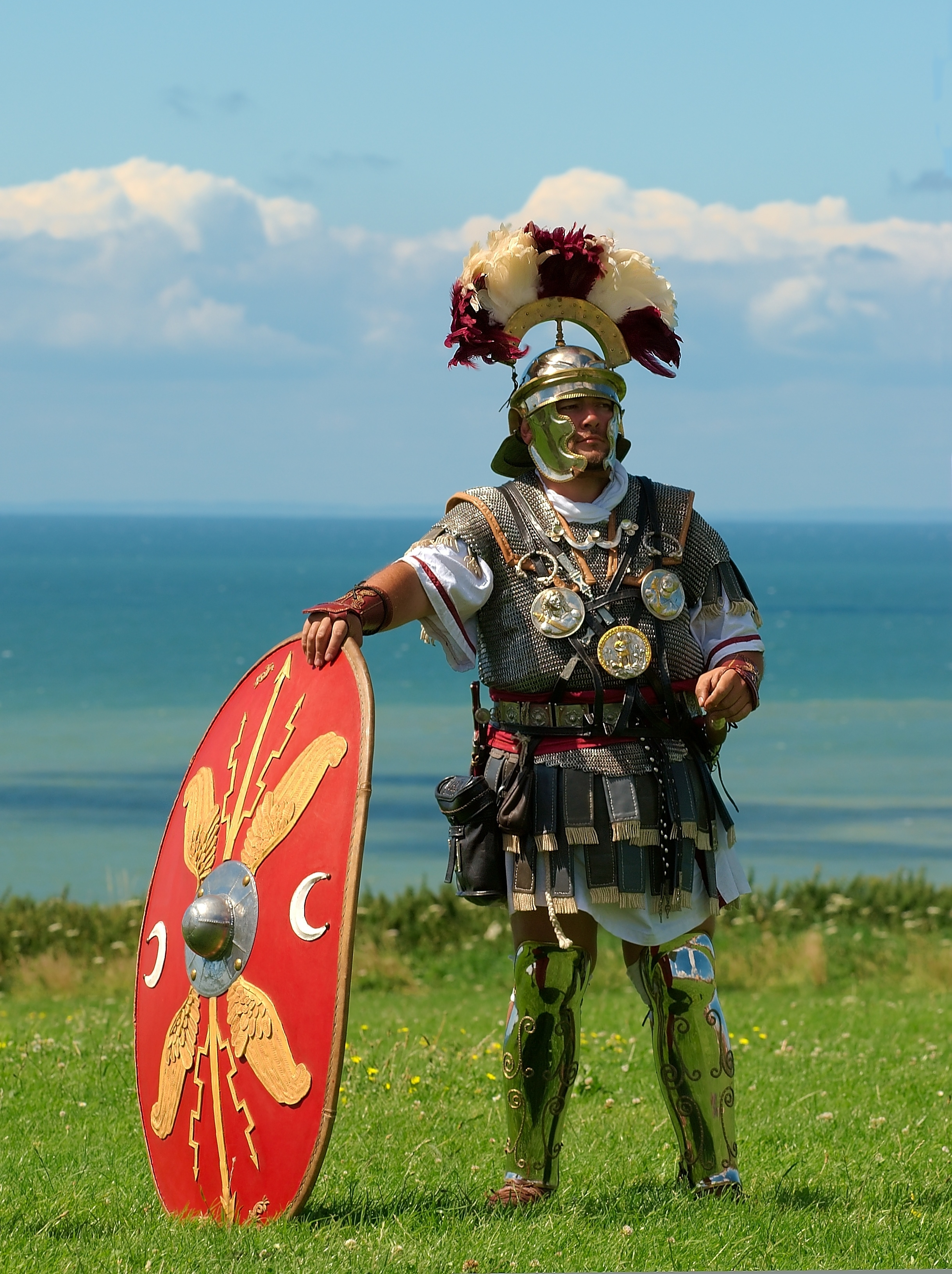
ケントゥリオの歴史的再演。フランス、ブルゴーニュ地方にて
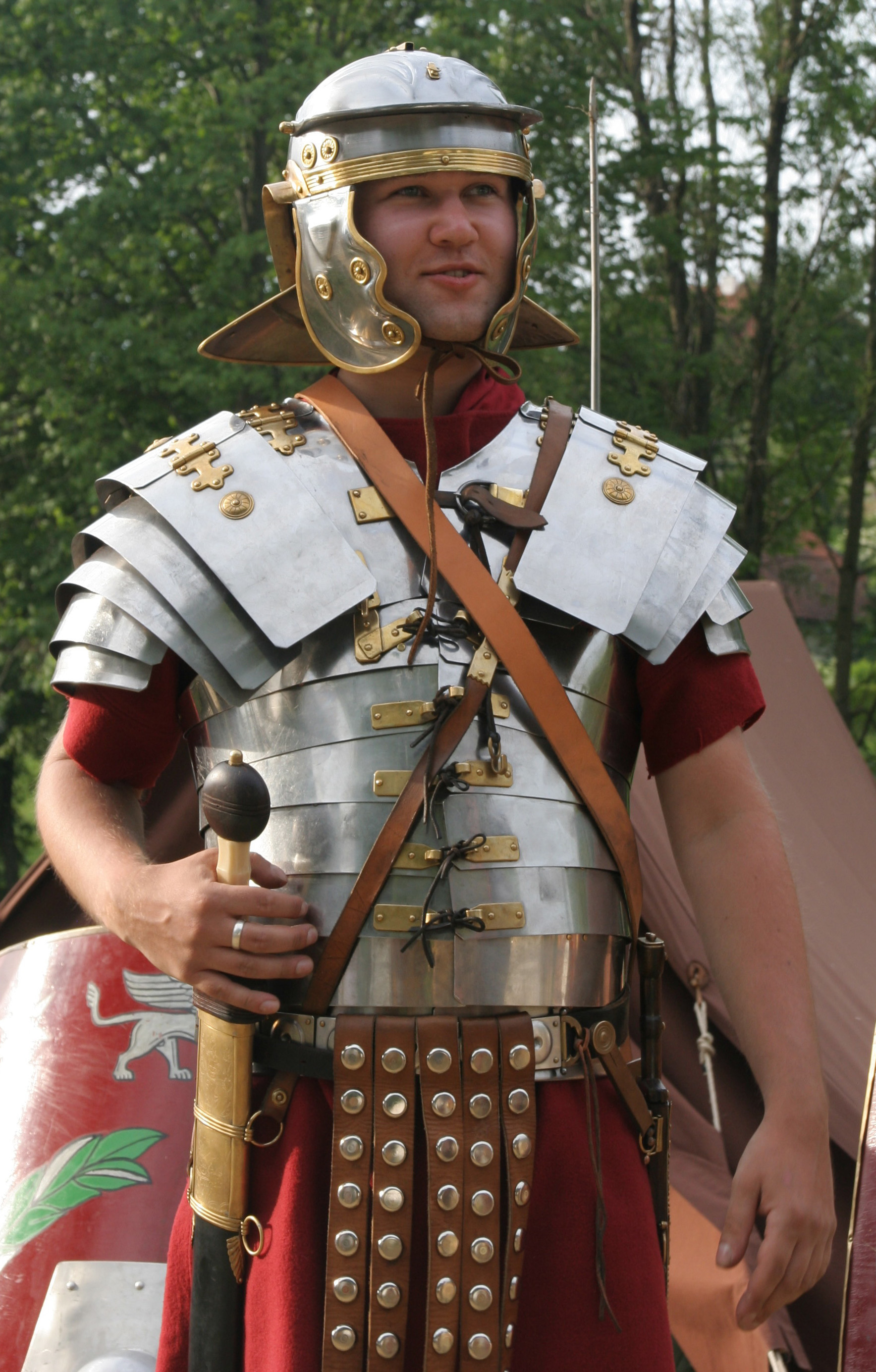
cf.兵士の軍装、右前に帯剣している。
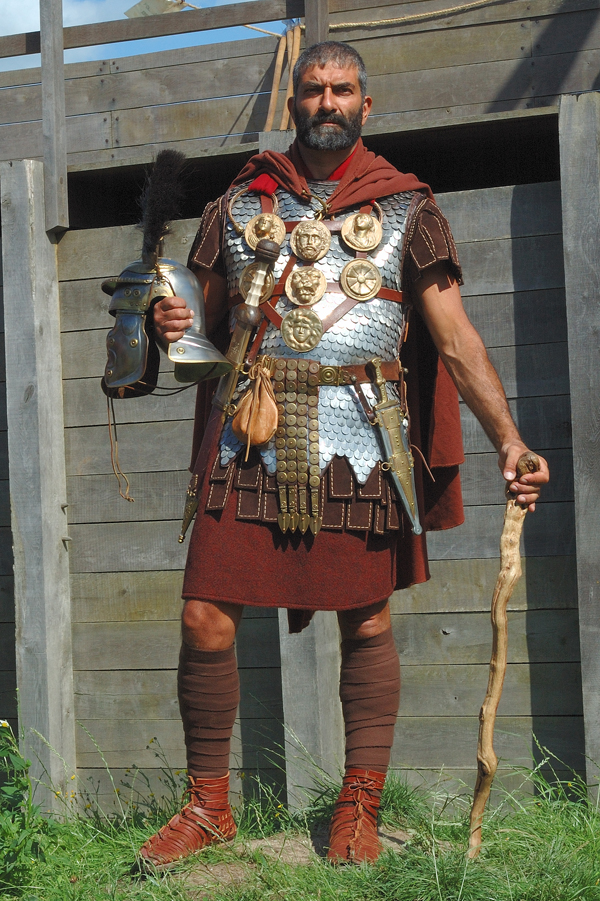
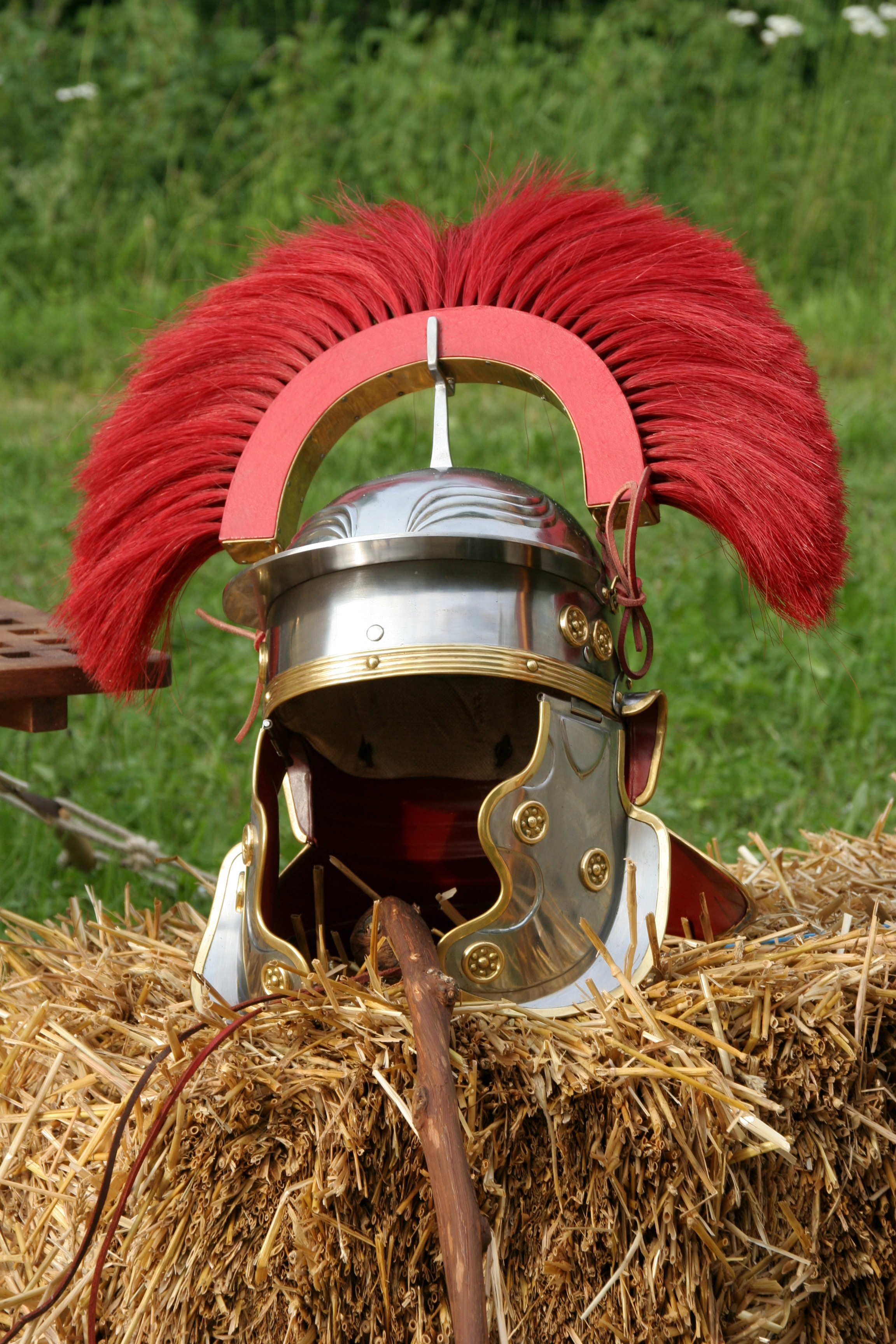

## 新約聖書に出てくる百人隊長

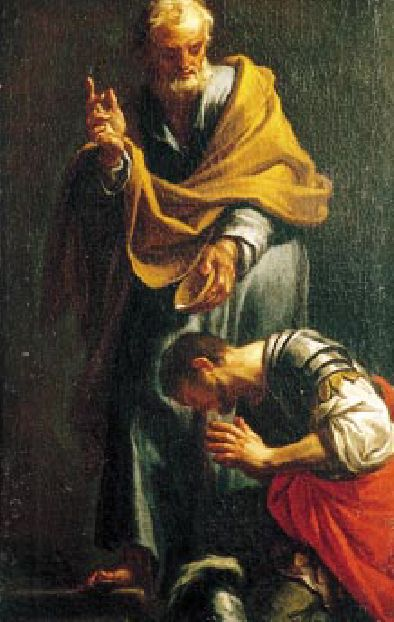
ペテロがコルネリウスに洗礼を授ける。フランチェスコ・トレヴィザーニ画、1708年）

ユダヤがローマ帝国の圧政下にあった時に生きたイエスと彼の教えを綴った『新約聖書』には、ケントゥリオは「百人隊長」（または百卒長」）という名称で何回か登場するが、以下の二か所がキリスト教の重要な局面を表したものとして世界的によく知られている。
一か所目は、イエスの教えと生涯を記した『マタイによる福音書』の第8章5～13節（『ルカによる福音書』第7章1～10節にも）の記述に登場し、イエスが活躍したガリラヤ地方のカファルナウムの人で、しもべが中風で寝込んで苦しんでいるのでイエスに治して欲しいと懇願し、イエスは彼が信仰を証す言葉に感心して、通常ユダヤ人の習慣としては異邦人（非ユダヤ人）を相手にすることはないが、イエスは
百人隊長にいわれた。「帰りなさい。あなたが信じたとおりになるように。」
丁度その時にしもべの病気は癒された。
二か所目は、イエスの弟子たちが彼の死後その教えを世に広める様子を書いた『使徒言行録』第10章1～48節にあり、
カイサリアにコルネリウスという人がいた。「イタリア隊」という部隊の百人隊長で、信仰心あつく、一家そろって神を畏れ、民に多くの施しをし、絶えず神に祈っていた。
ある日彼は天使が「近くのヤッファにいるペトロを招きなさい。」という夢を見た。一方、イエスの死後その教えを伝える中心になっていたペトロは、その時カイサリア近くのヤッファに滞在していて「神が聖別したものを（人の判断で）聖くないと言って退けてはならない。」という幻を見て、コルネリウスの部下が呼びに来たのでカイサリアへ行き、一緒に祈ると、聖霊が異邦人のコルネリウスにも下るのを見て、コルネリウスに洗礼を受けさせた。
この後、ペトロはエルサレムの仲間を訪ね、聖霊が異邦人（非ユダヤ人）に下って洗礼を受けさせたことを報告して、キリスト教の初期の当時はイエスの教えはユダヤ人だけに限るべきだという意見があったがそれを克服して、世界のすべての人々へ伝えられるようになった諸契機の内の重要なひとつとなった。